# Канадско-украинская бригада
Канадско-украинская бригада (укр. Канадсько-українська бригада, англ. Canadian-Ukrainian Brigade, фр. Brigade canado-ukrainienne) — воинское формирование бывших канадских военных в составе Интернационального легиона обороны Украины.